# Săbolciu, Bihor
Săbolciu (în maghiară Mezőszabolcs, colocvial Szabolcs) este un sat în comuna Săcădat din județul Bihor, Crișana, România.

 Acest articol despre o localitate din județul Bihor este deocamdată un ciot. Puteți ajuta Wikipedia prin completarea lui.